# Габровско македонско благотворително братство
Габровското македонско благотворително братство „Тодор Александров“ е организация на бежанците от областта Македония, установили се в Габрово.

## История
На Първия македонски конгрес, провел се в София на 19 – 28 март 1895 година, е основана Македонската организация, която бързо започва да образува клонове в цялата страна. Основано е и дружество в Габрово, което участва активно в дейността на Организацията. На Седмия конгрес от 30 юли до 5 август 1900 година делегат е Димитър Малчев и на Осмия конгрес от 4 до 7 април 1901 година делегати са Досю Негенцов и П. Лучев.
След Първата световна война дружеството е възстановено като благотворително братство, част от Съюза на македонските емигрантски организации. Братството е основано на 31 май 1925 година в Габрово. Избрано е настоятелство в състав Христо Зидаров (председател), Д. Лазаров (подпредседател), Трайко Лазаров (секретар-касиер), а съветници са Яким Соколов, Георги Аврамов, Д. Ушев и Карам Лазаров. По предложение на председателя на братството са събрани 2110 лева доброволна помощ за касата на съюзната организация.